# Jan Hagemejer
Jan Włodzimierz Hagemejer – polski ekonomista, doktor habilitowany nauk ekonomicznych, profesor w Uniwersytecie Warszawskim.

## Kariera naukowa
W 2002 roku ukończył studia magisterskie na kierunku ekonomia na Uniwersytecie Warszawskim. Studiował również na London School of Economics and Political Science (1999-2000), a także Purdue University w Indianie (2003-2005), gdzie uzyskał tytuł Masters of Science w dziedzinie ekonomii. 21 stycznia 2009 roku ukończył studia doktoranckie na Wydziale Nauk Ekonomicznych tej samej uczelni, zakończone uzyskaniem stopnia doktora nauk ekonomicznych w zakresie ekonomii na podstawie pracy pt. Znaczenie barier technicznych w handlu międzynarodowym. Konsekwencje rozszerzenia wschodniego UE, której promotorem był Jan Jakub Michałek. 
W dniu 27 września 2017 roku uzyskał na Wydziale Nauk Ekonomicznych Uniwersytetu Warszawskiego stopień doktora habilitowanego nauk ekonomicznych w dyscyplinie ekonomii na podstawie dorobku naukowego i rozprawy pt. Skutki liberalizacji przepływów handlowych i umiędzynarodowienia przedsiębiorstw.

## Kariera zawodowa
W latach 2001–2002 pracował w Urzędzie Regulacji Telekomunikacji. W 2001 roku odbył staż w International Telecommunications Union. W latach 2003–2005 pracował na Purdue University w Global Trade Analysis Project (GTAP) jako asystent naukowy. W latach 2005–2019 pracował w Narodowym Banku Polskim kolejno w Wydziale Badań Strukturalnych, Zespole Badań Przedsiębiorstw (kierownik zespołu), a później w Wydziale Analiz Strukturalnych (kierownik wydziału). W 2009 roku dołączył do kadry Wydziału Nauk Ekonomicznych Uniwersytetu Warszawskiego.
Od 2019 jest profesorem uczelni na Uniwersytecie Warszawskim, a od 2020 pracuje także jako Dyrektor ds. Makroekonomii i Handlu w CASE - Centrum Analiz Społeczno Ekonomicznych. Od 2021 r. jest również wiceprezesem Zarządu CASE.